# 2004 a sportban
2004 legfontosabb sporteseményei a következők voltak:

## Események
- február 2. – Roger Federer svájci teniszező átveszi a vezetést az ATP világranglistáján – Federer az év során a négy Grand Slam-tornából hármat megnyer: az Australian Opent (februárban), Wimbledont (júliusban) és a US Opent (szeptemberben).
- február 2–8. – Műkorcsolya- és jégtánc-Európa-bajnokság a Budapest Sportarénában.
- február 19–29. – Horvátországban rendezték meg a 35. amatőr ökölvívó-Európa-bajnokságot.
- március 7. – Baumgartner Zsolt az ausztrál nagydíjon bemutatkozik a Minardi csapat színeiben. Az amerikai nagydíjon megszerzi a Formula–1 történetének első magyar pontját.
- május – Az FTC megszerzi 28. magyar bajnoki címét.
- május 5-én a Ferencváros labdarúgócsapata a Népstadionban 3–1-re legyőzi a Kispest-Honvédot, ezzel elhódítja a magyar-kupát.
- június 18. – július 13. Sakkvilágbajnoki torna a líbiai Tripoliban, amelyen Rusztam Kaszimdzsanov megszerzi a világbajnoki címet.
- július 4. – A Portugáliában rendezett Labdarúgó-Európa-bajnokságot Görögország nyeri a rendező ország előtt.
- augusztus 29. – Az Athénban rendezett 28. Olimpiai játékokon Magyarország 8 arany-, 6 ezüst- és 3 bronzérmet szerez.
- szeptember 29. A Ferencváros labdarúgócsapata az angol Millwallt legyőzve egyetlen magyar csapatként bejut az akkor debütáló UEFA-kupa csoportkörbe.
- október 14–30. – A 36. nyílt és 21. női sakkolimpia Spanyolországban.
- október 24. – A Formula–1-es világbajnokságot Michael Schumacher nyeri csapattársa, Rubens Barrichello előtt, összesen hetedszer.
- november 10–15. – Junior aerobik-Európa-bajnokság, ahol Roik Zsolt egyéni férfi kategóriában első helyezést ér el.
- december 9–12. – Bécsben rendezik a rövid pályás úszó-Európa-bajnokságot.
- december 9–19. – A 6. női kézilabda-Európa-bajnokság Magyarországon.

## Születések
- január 4.
  - Cody Baker, amerikai labdarúgó
  - Jackson Ferris, amerikai baseballjátékos
- január 5.
  - Lamare Bogarde, holland labdarúgó
  - Tomasz Pieńko, lengyel korosztályos válogatott labdarúgó
  - Shane Wright, U18-as világbajnok kanadai jégkorongozó
- január 6.
  - Romeo Lavia, belga labdarúgó
  - Fernando Ovelar, paraguayi labdarúgó
- január 10. – Lucas Copado, német–spanyol származású labdarúgó
- január 12.
  - Juan Larios, spanyol labdarúgó
  - Mikey Romero, amerikai baseballjátékos
- január 13. – Justin Crawford, amerikai baseballjátékos
- január 19. – Cutter Gauthier, U18-as világbajnoki ezüstérmes amerikai jégkorongozó
- január 23. – Julio Enciso, paraguayi válogatott labdarúgó, olimpikon
- február 1. – Williot Swedberg, svéd korosztályos válogatott labdarúgó
- február 2. – Shola Shoretire, angol labdarúgó
- február 4. – Ivan Mirosnyicsenko, orosz jégkorongozó
- február 8. – David Ruiz, hondurasi korosztályos válogatott labdarúgó
- február 11. – Dion Kacuri, svájci korosztályos válogatott labdarúgó
- február 14. – Liam Chipperfield, svájci korosztályos válogatott labdarúgó
- február 15.
  - Šimon Nemec, olimpiai bronzérmes szlovák válogatott jégkorongozó
  - Oskar Sivertsen, norvég labdarúgó
- február 20. – Luuk Breedijk, svájci korosztályos válogatott labdarúgó
- február 29. – Lydia Jacoby, olimpiai bajnok amerikai úszónő
- március 1. – Jeppe Kjær, dán korosztályos válogatott labdarúgó
- március 3.
  - Chris Brady, amerikai labdarúgó
  - Maximilian Neutgens, német labdarúgó
- március 4.
  - Brandon Barriera, amerikai baseballjátékos
  - Efrain Morales, amerikai labdarúgó
- március 21. – Karim Konate, elefántcsontparti válogatott labdarúgó
- március 24. – Filippo Missori, olasz korosztályos válogatott labdarúgó
- március 25. – Noe Holenstein, svájci korosztályos válogatott labdarúgó
- március 30. – Juraj Slafkovský, olimpiai bronzérmes szlovák válogatott jégkorongozó
- március 31. – Samson Baidoo, osztrák labdarúgó
- április 2. – Mollie O’Callaghan, olimpiai bajnok ausztrál úszónő
- április 8. – Marco Kasper, osztrák válogatott jégkorongozó
- április 16. – Ilias Akhomach, marokkói származású spanyol labdarúgó
- április 27. – Joakim Kemell, U18-as világbajnoki bronzérmes és U20-as világbajnoki ezüstérmes svéd jégkorongozó
- április 28. – Noah Allen, amerikai korosztályos válogatott labdarúgó
- május 3. – Aleksandar Pavlovic, német labdarúgó
- május 4. – Logan Cooley, U18-as világbajnoki ezüstérmes amerikai jégkorongozó
- május 5. – Ollie Arblaster, angol korosztályos válogatott labdarúgó
- május 10. – Bilál el-Hanúsz, marokkói válogatott labdarúgó
- május 15. – Gabriel Slonina, amerikai válogatott labdarúgó
- május 24. – Allan Rodriguez, amerikai labdarúgó
- május 30. – Lewis Payne, angol labdarúgó
- június 1.
  - Moussa Kounfolo Yeo, mali labdarúgó
  - Andreas Schjelderup, norvég válogatott labdarúgó
  - Gjivai Zechiël, holland labdarúgó
- június 9. – Khalil Fayad, francia korosztályos válogatott labdarúgó
- június 11.
  - Aaron Hakala, finn jégkorongozó
  - Termarr Johnson, amerikai baseballjátékos
- június 12. – Niklas Jensen Wassberg, norvég korosztályos válogatott labdarúgó
- június 16. – François-Régis Mughe, kameruni labdarúgó
- június 23. – Alekszandra Vjacseszlavovna Truszova, orosz műkorcsolyázó
- június 28. – Oliwier Zych, lengyel labdarúgó
- július 14. – Álvaro Rodríguez, spanyol és uruguayi korosztályos válogatott labdarúgó
- július 24. – Nikolai Hopland, norvég korosztályos válogatott labdarúgó
- július 26. – Dilano van ’t Hoff, holland autóversenyző († 2023)
- július 27. – Cher Ndour, olasz labdarúgó
- augusztus 1.
  - Yoann Dumay, haiti labdarúgó
  - Lucas Fischer, francia kosárlabdázó
- augusztus 5. – Gavi, spanyol válogatott labdarúgó
- augusztus 22. – Isak Hansen-Aarøen, norvég labdarúgó
- augusztus 25. – Csang Tien-ji, kínai rövidpályás gyorskorcsolyázó, ifjúsági olimpikon
- szeptember 15. – David Popovici, junior világ- és Európa-bajnok, felnőtt világ- és Európa-bajnok román úszó, olimpikon
- szeptember 28. – Gerardo Valenzuela, amerikai labdarúgó
- október 12. – Adam Fantilli, ifjúsági olimpiai bronzérnmes, U20-as és felnőtt világbajnok kanadai válogatott jégkorongozó
- október 31. – Daniel Bassi, norvég korosztályos válogatott labdarúgó
- november 7. – Tobias Wolf, osztrák rövidpályás gyorskorcsolyázó, ifjúsági olimpikon
- november 19.
  - Ayman Kari, francia labdarúgó
  - Darren Yapi, amerikai labdarúgó
- november 20. – Cam Collier, amerikai baseballjátékos
- november 29. – Ibrahim Osman, ghánai válogatott labdarúgó
- december 14.
  - Christopher Bonsu Baah, ghánai labdarúgó
  - Telli Siwe, francia labdarúgó
- december 17. – Noah Sadiki, belga labdarúgó
- december 19. – Emanuele Elia, olasz labdarúgó
- december 22.
  - Stephen Gogolev, kanadai műkorcsolyázó
  - Caleb Wiley, amerikai válogatott labdarúgó
- december 23. – Facundo Buonanotte, argentin korosztályos válogatott labdarúgó
- december 26. – Leo Carlsson, U18-as világnbajnok svéd válogatott jégkorongozó
- december 28. – Walter Ford, amerikai baseballjátékos
- december 30. – Owen Wolff, amerikai korosztályos válogatott labdarúgó

## Halálozások
- január 2. – Mihai Ivăncescu, román válogatott labdarúgó (* 1942)
- január 5. – Tug McGraw, World Series bajnok amerikai baseballjátékos (* 1944)
- január 8. – Delfín Benítez Cáceres, paraguayi válogatott labdarúgó (* 1910)
- január 25.
  - Fehér Miklós magyar labdarúgó (* 1979)
  - Fanny Blankers-Koen, négyszeres olimpiai bajnok holland atléta, rövidtávfutó, gátfutó (* 1918)
- február 2. – Zimonyi Róbert, magyar olimpiai bronzérmes és amerikai aranyérmes evezős kormányos (* 1918)
- február 14. – Marco Pantani olasz kerékpáros (* 1970)
- február 24. – Albert Axelrod, olimpiai bronzérmes amerikai tőrvívó (* 1921)
- március 8. – Ehrenfried Patzel, világbajnoki ezüstérmes csehszlovák válogatott labdarúgókapus (* 1914)
- április 1. – Jánisz Kirásztasz, görög válogatott labdarúgó, edző (* 1952)
- április 9. – Julius Sang, olimpiai bajnok kenyai atléta (* 1946)
- április 26. – Kurt Dossin, olimpiai bajnok német kézilabdázó, edző (* 1913)
- június 5. – John Bent, olimpiai ezüstérmes amerikai jégkorongozó (* 1908)
- július 15. – František Schmucker, olimpiai és világbajnoki ezüstérmes csehszlovák válogatott szlovák labdarúgó, kapus († 1940)
- szeptember 15. – Széchy Tamás, úszóedző (* 1931)
- szeptember 29. – Richard Sainct, francia motorversenyző (* 1970)
- október ? – Jacques Noël, olimpiai és világbajnok francia tőrvívó (* 1920)
- november 20. – Pócsik Dénes olimpiai bajnok vízilabdázó (* 1940)
- november 25. – Vladimir Hernandez, kubai-magyar kettős állampolgárságú kézilabdázó, kapus (* 1971)
- december 14. Alekszej Kornyejev, szovjet színekben Európa-bajnoki ezüstérmes orosz válogatott labdarúgó (* 1939)
- december 19. – Gheorghe Tătaru, román válogatott labdarúgó (* 1948)
- december 22. – Mario Curletto, olimpiai ezüstérmes olasz tőrvívó (* 1935)